# Abel Bretones
Abel Bretones, né le 21 août 2000 à Langreo, est un footballeur espagnol qui évolue au poste d'arrière gauche au CA Osasuna.

## Biographie

### Carrière en club
Né à Langreo en Espagne, Abel Bretones est formé par l'UP Langreo, où il commence sa carrière senior en troisième division. Il joue son premier match avec l'équipe première du club le 9 mars 2019, remplaçant Héctor Nespral lors d'une défaite 1-0 en Segunda División B à l'extérieur contre le SCD Durango.
S'étant imposé comme titulaire dans l'équipe première du club asturien au fil des saisons, Bretones est transféré au Real Oviedo le 31 janvier 2022,,.
Jouant d'abord avec l'équipe reserve, il impressionne le nouvel entraineur Bolo pendant l'inter-saison 2022, et fait ensuite rapidement ses débuts professionnels, se voyant titularisé le 21 août 2022, jour de son 22e anniversaire, lors d'une victoire 1-0 à domicile contre le CD Leganés en deuxième division,.
Jouant d'abord principalement au poste d'ailier gauche, il s'impose ensuite comme titulaire indiscutable au poste d'arrière gauche, reléguant au second plan des joueurs comme Carlos Pomares ou Alonso Aceves,,,,.